# Anders Zackrisson
Anders Zackrisson, född 1979, är en svensk travkusk och travtränare, verksam vid Fredriksströms gård i Trekanten öster om Kalmar. Hans hemmabana är Kalmartravet. Han är son till Tommy Zackrisson som vunnit bland annat Svenskt Travderby (1994).
Zackrisson har varit professionell travtränare sedan 2015 då han tog över sin fars stall. Dessförinnan hade han varit aktiv i sin fars verksamhet och bland annat varit med i träningen av storstjärnan Alfas da Vinci. Hans stall har ca 25 hästar i träning (2021). Stallets vinstrikaste häst för närvarande är Jack Bowler (född 2012) som närmar sig 1 miljon kronor insprunget.